# Actaea polydora
Actaea polydora es una especie de crustáceo decápodo de la familia Xanthidae. Originalmente fue incluida en el género Cancer.